# Paranormal Activity 3
Paranormal Activity 3 – amerykański film fabularny z 2011 roku, wyreżyserowany przez Henry’ego Joosta i Ariela Schulmana. Prequel filmów Paranormal Activity (2007) i Paranormal Activity 2 (2010).

## Fabuła
Paranormal Activity 3 jest prequelem, akcja rozgrywa się przed wydarzeniami z pierwszej części sagi. Przedstawiona zostaje historia dwóch dziewczynek, które z nieznanego powodu mają kontakt z siłami nadnaturalnymi. Dziewczynki to rzecz jasna Katie oraz Kristi, znane z poprzednich części. Film ukazuje początek przerażających wydarzeń, które później, po wielu latach, miały mieć swój dalszy ciąg, gdy Katie i Kirsti były już dorosłe. W domu dziewczynek dzieją się dziwne rzeczy, słychać w nocy kroki, przedmioty same spadają na podłogę, a jedna z dziewczynek rozmawia z „wyimaginowanym” przyjacielem, którego nazywa Toby.

## Nagrody i wyróżnienia
- 2012, Empire Awards, UK:
  - nominacja do nagrody Empire w kategorii najlepszy horror
- 2012, Fangoria Chainsaw Awards:
  - nominacja do nagrody Chainsaw w kategorii najlepszy film szeroko dystrybuowany